# کریستین ماتنیا
کریستین ماتنیا (انگلیسی: Christian Mathenia؛ زادهٔ ۳۱ مارس ۱۹۹۲) بازیکن فوتبال اهل آلمان است.
از باشگاه‌هایی که در آن بازی کرده‌است می‌توان به باشگاه فوتبال دارمشتات ۹۸، باشگاه فوتبال نورنبرگ، و باشگاه فوتبال هامبورگ اشاره کرد.